# Герб Воллмер
Герб Воллмер (англ. Herb Vollmer, 15 лютого 1895 — 8 листопада 1961) — американський ватерполіст.
Бронзовий призер Олімпійських Ігор 1924 року, учасник 1920 року.